# Говерла (поїзд)
«Говерла» — колишній іменний поїзд Укрзалізниці (нічний пасажирський) № 605/606 сполученням Львів — Рахів.

## Історія
Вперше поїзд був призначений у 1962 році.
З 2003 по 2005 роки в складі поїзда курсував вагон безпересадкового сполучення з Києва, проте через 9 років був пр значений окремий новий поїзд «Гуцульщина».
У 2013 році в складі поїзда курсували вагони безпересадкового сполучення Івано-Франківськ — Москва.
З 16 жовтня по 7 листопада 2018 року, через ремонті роботи на залізниці, поїзд курсував у деякі дні через станції Стрий, Моршин, Долину і Калуш та саме в ті дні поїзду був скорочений маршрут руху до станції Ворохта.
З 31 березня 2019 року поїзду була призначена тарифна зупинка на станціях Персенківка та Сихів.
З 2 по 4 квітня 2019 року через ремонт моста на перегоні Ямниця — Єзупіль поїзд тимчасово був скасований.
18 березня 2020 року поїзд був скасований, проте замість нього був продовжений маршрут руху поїзда № 134/133 сполученням Миколаїв — Івано-Франківськ до станції Рахів.

## Інформація про курсування
Поїзл «Говерла» курсував цілий рік, щоденно. На маршруті руху зупинявся на 20 проміжних станціях.
| Розклад руху поїзда «Гуцульщина» з 09.12.2018 | Розклад руху поїзда «Гуцульщина» з 09.12.2018 | Розклад руху поїзда «Гуцульщина» з 09.12.2018 | Розклад руху поїзда «Гуцульщина» з 09.12.2018 | Розклад руху поїзда «Гуцульщина» з 09.12.2018 |
| Час прибуття                                  | Час відправлення                              | Станція                                       | Час прибуття                                  | Час відправлення                              |
| --------------------------------------------- | --------------------------------------------- | --------------------------------------------- | --------------------------------------------- | --------------------------------------------- |
| —                                             | 15:46                                         | Львів                                         | 08:30                                         | —                                             |
| 23:50                                         | —                                             | Рахів                                         | —                                             | 00:27                                         |

## Склад потяга
На маршруті курсували два склади поїздів формування пасажирського вагонного депо «Львів».
Зазвичай поїзд складався з 10 пасажирських вагонів різного класу комфортності за маршрутом Львів — Рахів:
- купейних вагонів — (№ 5, 6, 9, 10);
- плацкартних вагонів — (№ 1-4, 7,8).

## Події
В ніч на 6 лютого 2020 року, через снігопад, поїзд запізнився майже на 6 годин. На станції Ворохта виявилося рідке явища, де на світанку зустрілися одночасно два зустрічних поїзда «Говерла» та «Гуцульщина». Через запізнення поїзд прибув на кінцеву станцію Львів о 14:15, внаслідок чого не встиг своєчасно обернутися згідно графіку.